# Échelle chromatique de Von Luschan

L'échelle chromatique de Von Luschan

L'échelle chromatique de Von Luschan est une méthode de classification des différentes carnations humaines. Elle tient son nom de son inventeur, Felix von Luschan. Elle consiste en un set de 36 plaquettes de verre opaque, comparées à la peau humaines, idéalement dans un endroit non exposé au soleil (sous le bras, par exemple).
Bien que le test de Von Luschan ait été extensivement utilisé durant la première moitié du XXe siècle dans le cadre d'études anthropométriques et sur la classification des races humaines, il a été considéré comme problématique en raison de la subjectivité de l'interprétation qu'il permet. En effet, à certaines occasions, différents enquêteurs peuvent donner une interprétation différente d'une même carnation. Cette méthode a été largement abandonnée dans les années 1950, remplacée depuis par des méthodes utilisant la réflexion spectrophotométrique.
La classification de Fitzpatrick qui est moins finement triée (six types de peaux), tout en prenant en compte plus explicitement la coloration capillaire et oculaire, est utilisée depuis 1975 dans le but de classifier le risque de bronzage. Ces types correspondent à :
type I : von Luschan 1-5 (blanc ou très clair)
type II : von Luschan 6-10 (clair)
type III : von Luschan 11-15 (intermédiaire)
type IV : von Luschan 16-21 ("méditerranéen")
type V : von Luschan 22-28 (marron ou foncé)
type VI : von Luschan 29-36 (noir ou très foncé)